# Sjøbuholmen (Bømlo)
Ne doit pas être confondu avec Sjøbuholmen.
Sjøbuholmen est une île norvégienne du comté de Hordaland appartenant administrativement à Bømlo.

## Description
Rocheuse et désertique, elle s'étend sur environ 331 m de longueur pour une largeur approximative de 188 m. Elle est reliée au sud par une route à Øklandsvåg. 